# بيت هت
بيت هت (بالإنجليزية: Piet Hut)‏ (و. 1952 – م) هو عالم فلك، وعالم فيزياء فلكية من مملكة هولندا. هو عضوٌ في الأكاديمية الملكية الهولندية للفنون والعلوم.

## التعليم
تعلم في جامعة أوتريخت، وجامعة أمستردام.

## مناصب وهيئات
أدار جامعة برنستون، وجامعة كاليفورنيا، بركلي.